# Сельцо (Гагаринский район)
Сельцо — деревня в Гагаринском районе Смоленской области России. Входит в состав Никольского сельского поселения. Население — 6 жителей (2007). 
Расположена в северо-восточной части области в 15 км к юго-востоку от Гагарина, в 10 км южнее автодороги М1 «Беларусь», на берегу реки Мотиловка. В 13 км севернее деревни расположена железнодорожная станция Колесники на линии Москва — Минск. 

## История
В годы Великой Отечественной войны деревня была оккупирована гитлеровскими войсками в октябре 1941 года, освобождена в марте 1943 года. 